# 1773 a tudományban
Az 1773. év a tudományban és a technikában.

## Csillagászat
- október 13.: Charles Messier felfedezi az Örvény-galaxist a Vadászebek csillagképben. Ez az égbolt egyik legismertebb galaxisa.

## Felfedezések
- január 17.: James Cook az első európai, aki eléri a déli sarkkört.

## Kémia
- Hilaire Rouelle felfedezi a karbamidot.

## Díjak
- Copley-érem: John Walsh

## Születések
- január 29. - Friedrich Mohs mineralógus († 1839)
- május 19. - Arthur Aikin kémikus, mineralógus († 1854)
- június 13. - Thomas Young fizikus († 1829)
- július 23. - Thomas Brisbane csillagász († 1860)
- december 21. - Robert Brown botanikus († 1858)
- december 27. - George Cayley feltaláló († 1857)

## Halálozások
- július 23. - George Edwards természettudós (* 1693)